# Chill Out (The KLF)
Chill Out è un album in studio del gruppo musicale inglese The KLF, pubblicato nel 1990.

## Il disco
Segnando un momentaneo distacco dalla musica da ballo degli esordi, Chill Out è considerato una delle prime pubblicazioni dello stile ambient house. Secondo le intenzioni del duo, Chill Out è un concept album su un "viaggio immaginario negli Stati Uniti".
Basata quasi esclusivamente sull'uso dei campionamenti, questa pubblicazione presenta le fonti sonore più disparate: belati di pecore, il canto di un monaco tibetano, veicoli a motore, chitarre, la voce di un predicatore, parti di brani di altri musicisti (ad esempio Stranger On the Shore di Acker Bilk, Albatross dei Fleetwood Mac, In the Ghetto di Elvis Presley, After The Love di Boy George e Pacific State degli 808 State) frammenti tratti dai singoli del duo, e molte altre.

## Copertina
La copertina dell'album, raffigurante un gregge di pecore al pascolo, è ispirata a quella di Atom Heart Mother dei Pink Floyd. Su di essa venne recato un adesivo con la scritta «Archiviare sotto la voce ambient.»

## Accoglienza
Chill Out è stato accolto molto positivamente dalla critica e dalla stampa specialistica. Sputnikmusic lo definisce "sublime" e lo reputa uno dei dieci migliori album di tutti i tempi dandogli una valutazione pari a 5 su 5. Se nell'opera Sulle rotte del rave, pubblicato per la Feltrinelli, Chill Out viene giudicato "controverso" e "bellissimo", NME lo considera una perfetta colonna sonora per il film Mystery Train - Martedì notte a Memphis. Pitchfork considera Chill Out il quinto album ambient migliore di sempre.  Secondo il critico e musicista David Toop, «ascoltandolo con distacco mi sento allo stesso tempo come se stessi viaggiando viaggiando attraverso vasti spazi, rimanendo immobilizzato in un punto del deserto del Gobi, mentre guardo il mondo scorrere via, sintonizzato su ritmi organici e sintetici che in uno stato normale sono impossibili da ascoltare per l'orecchio umano senza l'aiuto di radioricevitori, idrofoni, ripetitori parabolici del suono, stazioni satellitari d'ascolto.» Secondo il sito Ondarock, la musica dell'album «universalizza i suoni, percorre le superfici del quotidiano, neutralizza tutto ciò che ci sta attorno: la radio rimasta accesa... il tragitto per andare al lavoro, un viaggio estivo, un sogno ad occhi aperti, rumori urbani, melodie del passato sedimentate nella mente che ritornano.»

## Tracce
Musiche di The KLF.
1. Brownsville Turnaround on the Tex-Mex Border – 1:47
2. Pulling out of Ricardo and the Dusk is Falling Fast – 1:29
3. Six Hours to Louisiana, Black Coffee Going Cold – 3:01
4. Dream Time in Lake Jackson – 2:35
5. Madrugada Eterna – 7:40
6. Justified and Ancient Seems a Long Time Ago – 1:08
7. Elvis on the Radio, Steel Guitar in My Soul – 3:01
8. 3 a.m. Somewhere out of Beaumont – 9:24
9. Wichita Lineman Was a Song I Once Heard – 5:56
10. Trancentral Lost in My Mind – 1:16
11. The Lights of Baton Rouge Pass By – 3:34
12. A Melody from a Past Life Keeps Pulling Me Back – 1:41
13. Rock Radio into the Nineties and Beyond – 1:26
14. Alone Again with the Dawn Coming Up – 0:16